# Lyophyllum decastes
Espèce
Le Tricholome agrégé ou Lyophylle en touffe (Lyophyllum decastes, autrefois L. aggregatum, de son nom latin) est une espèce de champignons basidiomycètes du genre Lyophyllum dans la famille des Lyophyllaceae.

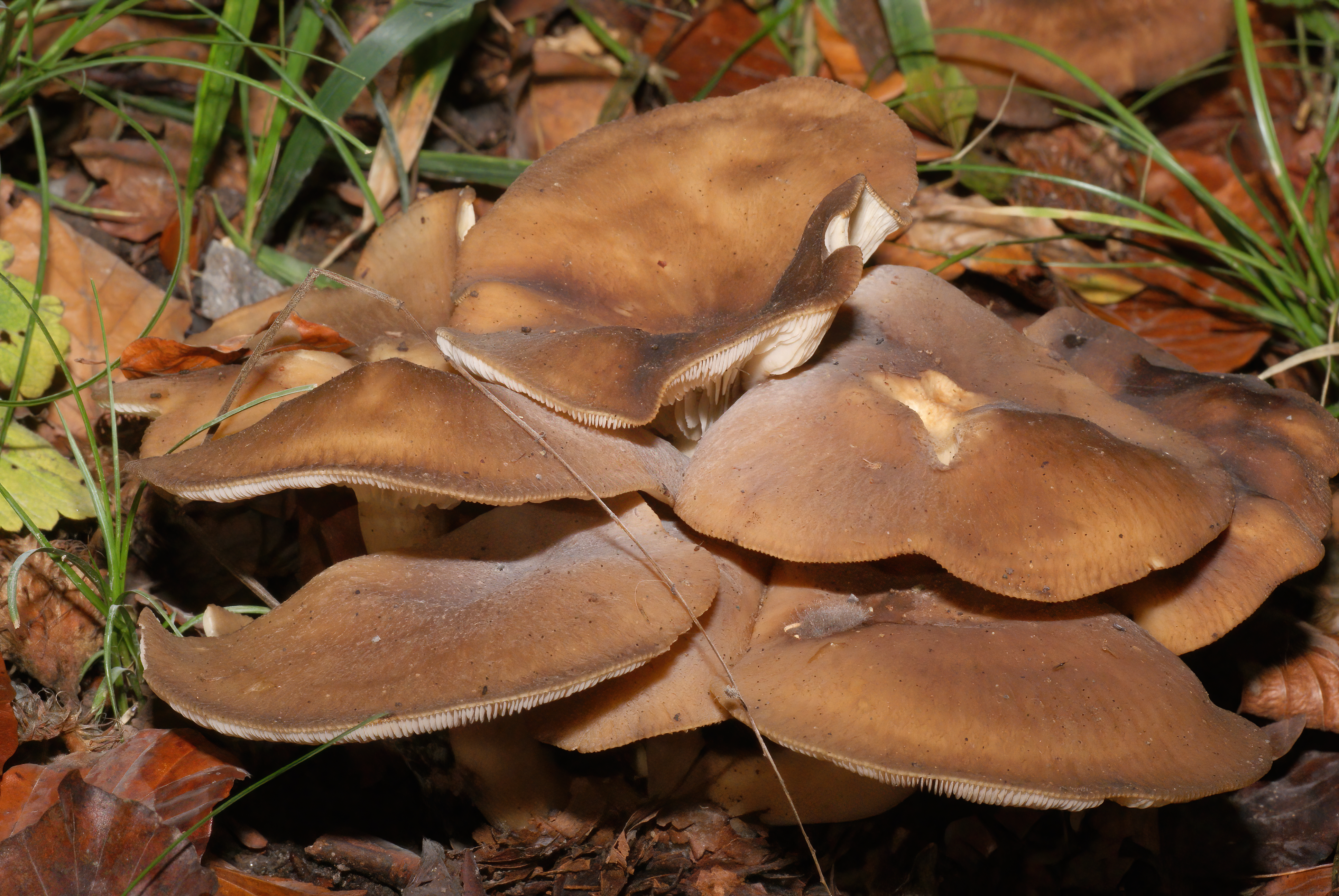
Lyophyllum decastes

## Taxonomie

### Nom binomial actuel
Lyophyllum decastes (Fr.) Singer, (1951) [1949]

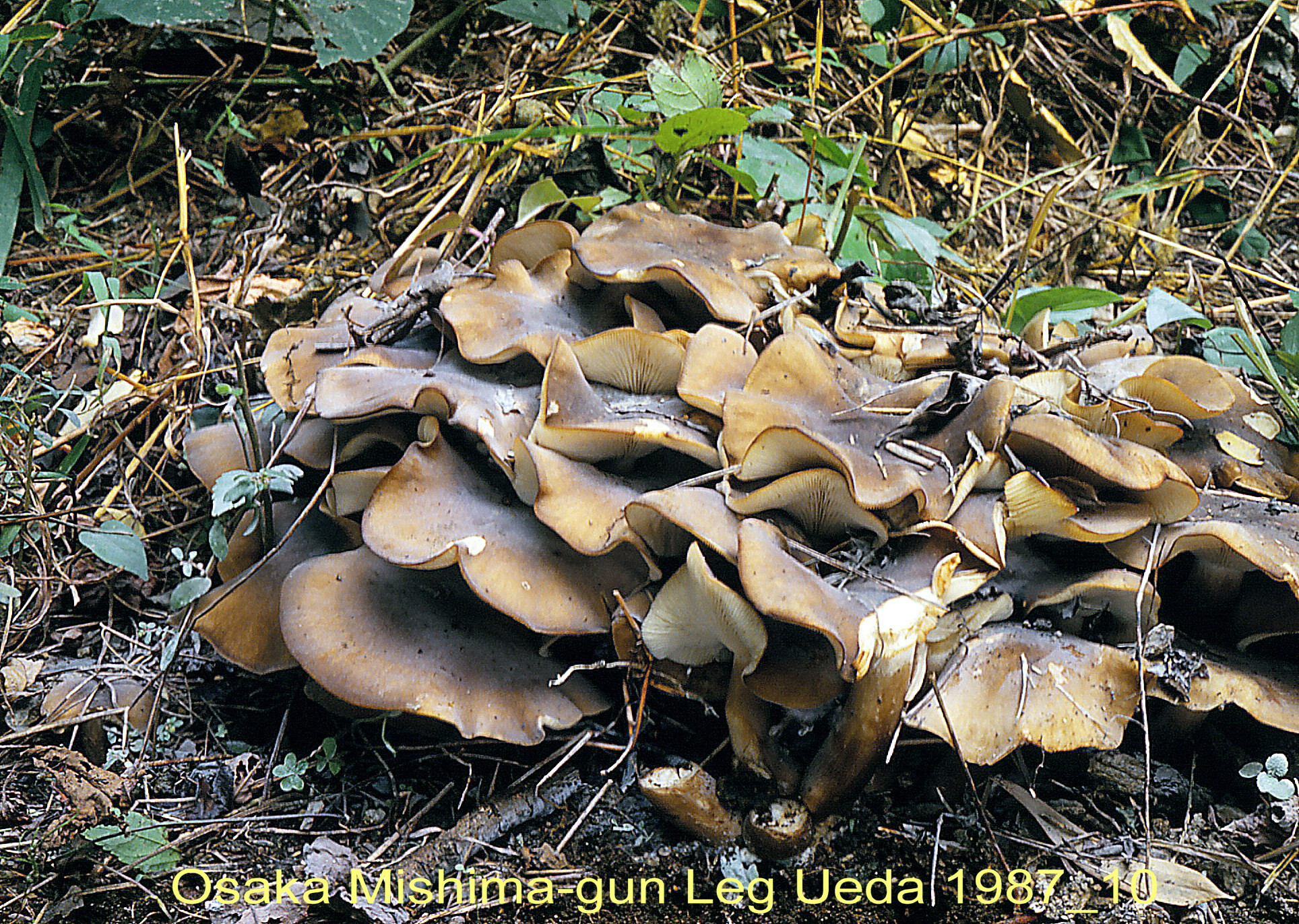
Hataké-shimédji » (ハタケシメジ Lyophyllum decastes - Osaka (Japon)

### Synonymes
Agaricus aggregatus Schaeffer (1774), Fungorum qui in Bavaria et Palatinatu circa Ratisbonam, 4, p. 72, tab. 305-306 
Agaricus decastes Fries (1818), Observationes mycologicae praecipue ad illustrandam floram suecicam, 2, p. 105 (Basionyme) Sanctionnement : Fries (1821) 
Agaricus plicatus Persoon (1828), Mycologia europaea, seu complet omnium fungorum in variis europaeae regionibus detectorum enumeratio, 3, p. 78 (nom. illegit.) 
Clitocybe decastes (Fries) P. Kummer (1871), Der Führer in die Pilzkunde, p. 124 
Agaricus aggregatus var. parvus Fries (1874), Hymenomycetes europaei sive epicriseos systematis mycologici, p. 90 
Clitocybe aggregata (Schaeffer) Gillet (1874), Les hyménomycètes, ou description de tous les champignons (fungi) qui croissent en France, p. 161 
Clitocybe aggregata var. parva (Fries) P. Karsten (1879), Bidrag till kännedom af Finlands natur och folk, 32, p. 69 
Gyrophila aggregata (Schaeffer) Quélet (1886), Enchiridion fungorum in Europa media et praesertim in Gallia vigentium, p. 19 
Gyrophila decastes (Fries) Quélet (1888), Flore mycologique de la France et des pays limitrophes, p. 275 
Tricholoma aggregatum var. decastes(Fries) Costantin & L.M. Dufour (1891), Nouvelle flore des champignons, Edn 1, p. 16 
Agaricus subdecastes Cooke & Massee (1891), Illustrations of british fungi, 8, n° 1131, tab. 958 
Clitocybe subdecastes (Cooke & Massee) Massee (1893), British fungus flora, 2, p. 418 
Agaricus turmarius Britzelmayr (1893), Botanisches centralblatt, 54, p. 36, tab. 97, fig. 506 
Clitocybe turmaria (Britzelmayr) Saccardo (1895), Sylloge fungorum omnium hucusque cognitorum, 11, p. 16 
Tricholoma aggregatum (Schaeffer) Ricken (1914), Die Blätterpilze, p. 360, pl. 97, fig. 1 
Clitocybe elephantina Murrill (1916), North American flora, 9(6), p. 405 
Tricholoma decastes (Fries) Sartory & L. Maire (1918), Synopsis du Genre Tricholoma, p. 73 
Tricholoma parvum (Fries) Sartory & L. Maire (1918), Synopsis du Genre Tricholoma, p. 60 
Lyophyllum aggregatum (Schaeffer) Kühner (1938), Bulletin mensuel de la Société linnéenne de Lyon, 7, p. 211 
Lyophyllum decastes  (Fries) Singer (1951) [1949], Lilloa, 22, p. 165 (nom actuel)

## Description du sporophore
Chapeau
de 6 à 15 cm, parfois jusqu'à 20 cm, hémisphérique s'étalant de manière irrégulière, à marge enroulée et ondulée
Cuticule
de couleur fauve à brun clair, parfois grisâtre ou gris jaunâtre
Lames
adnées, minces et serrées, de couleur blanchâtre à crème
Stipe
blanc et trapu, sur lequel viennent se souder d'autres individus pour former des touffes. Anneau absent
Odeur
Exhalaison agréablement farineuse à fongique ou légèrement acidulée, de haricots verts, parfois nulle.

## Habitat
Récolte depuis la fin de l'été à l'automne ; lisières, clairières et bords de chemins de feuillus, surtout de peupliers, mais aussi sous les conifères.

## Comestibilité
Il est généralement considéré comme un bon comestible en Europe et dans la gastronomie japonaise, sous le nom traditionnel de shimeji, à présent « Hataké-shimédji » (ハタケシメジ : « Shimeji des champs ».
Il est à noter que les auteurs ainsi que les différentes sources ne sont pas unanimes quant à la comestibilité de ce champignon.
Il est parfois décrit comme étant à ne pas consommer ou encore comme étant un bon comestible mais mal supporté par certaines personnes. En cas de doute, il est donc recommandé de s'abstenir de l'ingérer ou de consulter un professionnel sur le sujet. 

## Confusions
Peu probable, surtout lorsque les gros spécimens abritent les petits sous leur chapeau. Il est cependant recommandé de faire attention à ne pas le confondre avec des espèces à l'aspect similaires comme certaines Entoloma.